# Wheelwright
Wheelwright es un pueblo localizado en el departamento General López, provincia de Santa Fe, Argentina. Se ubica a 20 km de la ciudad bonaerense de Colón, a 10 km del límite con la provincia de Buenos Aires y a medio camino entre las localidades de Pergamino y Venado Tuerto, siendo la Ruta Nacional 8 su principal vía de comunicación. Es considerada la "capital provincial de la música".

## Creación de la Comuna
- 21 de febrero de 1911

## Toponimia
El nombre es en honor al estadounidense Guillermo Wheelwright. Cuando el Ferrocarril Central Argentino decide imponer el nombre de Wheelwright a la estación ferroviaria, del ramal Colón a Melincué, y la habilita el 31 de diciembre de 1897, sin población.

## Historia
- 1857 primer propietario  Nicolás Sotomayor, por enajenación al gobierno de la provincia de Santa Fe.
- 1865 vende a José María Ortiz.
- 1866 vende al General Justo José de Urquiza. Fallece el general, el campo lo hereda Diógenes Urquiza, sobrino del ilustre militar.
- 1886 vende a Francisca Magallanes de Duffy, esposa de Miguel Duffy.
- 31 de diciembre de 1897 estación "Wheelwright".
- 5 de agosto de 1900 el Ing. N. Lucero hace el plano urbano, que Miguel Duffy presenta a la provincia en septiembre . Es aprobado el 18 de octubre de 1900, fecha de fundación. El plano era un damero de 24 manzanas, de 6 cuadras de ancho y 4 de fondo, signadas con una letra alfabética. Los fundadores donan terrenos para plaza, escuelas 451 y 6030, hospitales (corralón comunal), Comisión de Fomento, iglesia, Juzgado de Paz, policía; al pueblo se lo llama Duffy y aunque siempre se nomencló así, el uso y las costumbre hizo que prevaleciera el topónimo de la "Estación Ferroviaria Wheelwright".

El arribo de inmigrantes de origen galés e inglés fue primordial para el crecimiento de la ciudad, que luego se fue acrecentando con la llegada de personas oriundas de Italia, España, Francia y gran parte del Este europeo[cita requerida].

## Bibliotecas
- B. Popular Constancio C. Vigil.
- B. Popular Manuel Láinez.  Sitio Web

## Santa Patrona
- Nuestra Señora de Luján.15 de agosto.

## Parajes
- Campo Dasso.
- Campo Millet.
- Colonia Hearme.
- Colonia Santa Inés.
- Estación Merceditas.
- Campo Di Paolo.

## Industrias
Desde sus inicios dependió siempre del campo, pero el desarrollo trajo a las empresas textiles, de las que hoy abundan Wicotex, Mayobre, Induswheel y muchos pequeños talleres textiles. También hay industrias alimenticias, siderúrgicas, del plástico, etc.
El centro comercial de esta ciudad es la Av. San Martín, pero se ha ido expandiendo hacia otras de su alrededor: Mitre, Andrés Ferraris, Rivadavia, Av. General López y Belgrano. En ellas se pueden encontrar bancos, ropa, perfumerías, software, bares, supermercados, camilla de automasajes, zapaterías, minimercados, centros de computación, de atención al cliente de telefónicas, boliches bailables, veterinarias, farmacias, videoclubes, heladerías, fotocopiadoras y papeleras, centros de atención de salud, casas de electrodomésticos, etc. Es una de las ciudades con mayor actividad del departamento.
Existe un proyecto para atraer industrias mediante la mejora de los servicios públicos.

## Espacios de recreación
En la ciudad hay espacios verdes muy bien cuidados, tales como la plaza San Martín, plaza del Sol, parque Molina, paseo del Centenario, plaza Palos chicos, plaza Lisandro de la Torre. Son espacios que tienen árboles, juegos para niños, parrilleros, mesas y sillas.

## Educación
En los establecimientos educativos de Wheelwright asisten jóvenes de la localidad y de la zona:
- Escuela provincial N.º 451 Domingo F. Sarmiento
- Escuela provincial N.º 6030 Independencia Argentina
- EESOPI N.º 2059 Pbro. Rosales
- EESOPI N.º 8098 Instituto Secundario Wheelwright
- EEMPA N.º 1220 Olga Cossettini
- Escuela Especial N.º 2088
- CEPA N.º 35 (Primario Adultos)
- Jardín de infantes N.º 121
- Institución y guardería La Pastora

La tasa educativa alcanza el 100 % en primaria; 89.7 % en secundaria y el 31 % tiene educación universitaria o terciaria.
Promedio alfabetismo de 99.4 %.
[[
]]

## Deportivas
- '''Club Italo Argentino'''

Cuenta con infraestructura para varias actividades deportivas y culturales.
En la sede y campo de deportes se pueden realizar las siguientes actividades: pádel, hockey, vóley, tenis, básquet, fútbol, natación, ping pong, musculación, colonia de vacaciones de verano, aquagym, danzas árabes, española, pilates, folclore y otras actividades. El campo de deportes cuenta con una importante forestación y juegos infantiles.
- Club Cultural

Actividades deportivas: paleta, fútbol, casino y carrera de caballos.

## Medios de comunicación

### Semanarios
- Semanario Regional: Disponible los sábados.
- El ojo de Wheelwright: Periódico quincenal de interés general. Comenzó a editarse el sábado 4 de julio de 2009. Apunta a cubrir todos los acontecimientos de la localidad.

### Televisión
Los servicios son de carácter masivo: un 62 % de la población cuenta con televisión por cable y un 37.6 % televisión satelital. Operan las empresas, TV Cable y DirecTV.

### Emisoras de radio
Wheelwright cuenta con tres emisoras FM:
- 98.9 Estuche`s
- 107.3 Radio Max
- 103.5 Radio Libertad

## Población
Cuenta con 9,706 habitantes (Indec, 2010), lo que representa un aumento del 62 % frente a los 6,004 habitantes (Indec, 2001) del censo anterior.
| Gráfica de evolución demográfica de Wheelwright entre 1991 y 2010 |
|                                                                   |
| Fuente: Censos nacionales del INDEC                               |

## Personalidades destacadas
Gabriela Gili, actriz que se destacó especialmente en teleteatros de las décadas de 1970 y 1980.
Maximiliano Pullaro, actual gobernador de la Provincia de Santa Fe.

## Situación Social
[cita requerida]
Es una ciudad de calidad de vida media alta, con una esperanza de vida de 80.66 años. El 29.6 % de la población tiene más de 60 años y el 21.4 % tiene entre 0 y 20 años viéndose un aumento en la población debido a las migraciones.
La pobreza casi no afecta a la localidad, ya que sólo el 3,1 % cae bajo la línea de la pobreza, casi similar al promedio del departamento, con 3,5 %. El promedio de ingresos viene mejorando desde 2003 y no ha cesado desde entonces, la alta tasa educativa es esencial en una ciudad donde el analfabetismo es inexistente y que la educación terciaria y universitaria va en aumento.
El desempleo histórico se situó en 31 % en 2001, récord para la ciudad, y en el primer trimestre de 2010 se ubicaba en 2.1 %, con una población dedicada principalmente a los servicios y la industria, dejando a la actividad agropecuaria limitada al 10 % de la producción local y absorbe el 14.1 % de la población económicamente activa.

## Parroquias de la Iglesia católica en Wheelwright
| Diócesis  | Venado Tuerto           |
| --------- | ----------------------- |
| Parroquia | Nuestra Señora de Luján |